# 가네코 세이지
가네코 세이지(일본어: 金古 聖司, 1980년 5월 27일 ~ )는 일본의 전 축구 선수이다.

## 구단 경력
과거 가시마 앤틀러스, 비셀 고베, 아비스파 후쿠오카, 나고야 그램퍼스 에이트에서 활동하였다.

## 국가대표팀 경력
그는 1998년 아시안 게임에 참가할 일본 U-23 국가대표팀에 발탁되었다.